# Pudsey

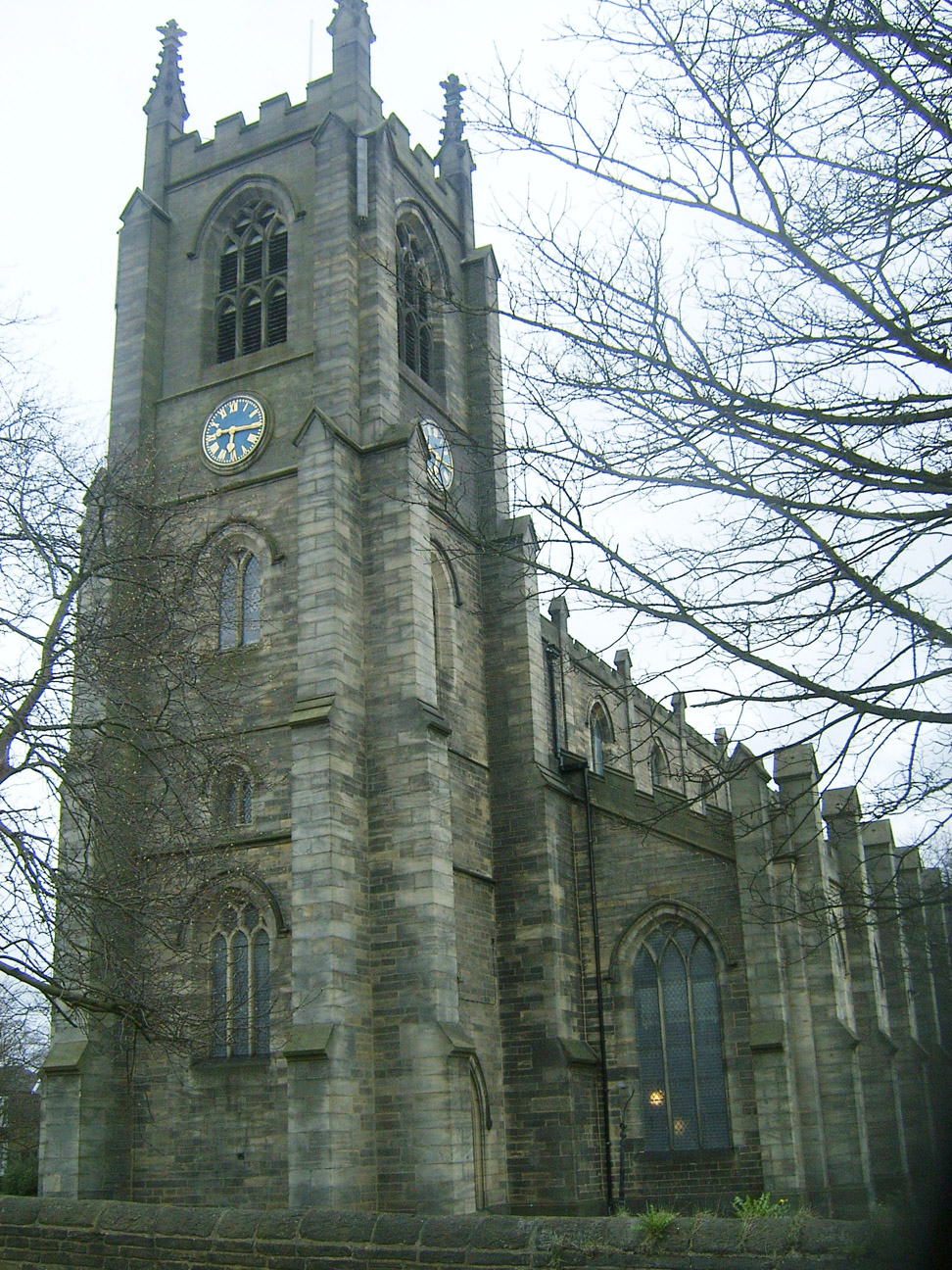
Pudsey parish church.

Pudsey est une petite ville industrielle du nord de l'Angleterre, située plus précisément dans le Yorkshire de l'Ouest, entre les villes de Bradford et de Leeds. Pudsey est une ville historique renommée pour le cricket. Les joueurs de cricket Sir Len Hutton, Herbert Sutcliffe, Ray Illingworth et Matthew Hoggard ont tous appris à jouer à Pudsey. Le premier dimanche de chaque mois, il y a un marché spécial pour les fermiers de Pudsey. Pudsey possède une gare qui s'appelle New Pudsey Station.

## Lieux notables
- Pudsey Park, avec mini-zoo
- Pudsey Leisure Centre, centre sportif de Pudsey
- Pudsey Parish Church
- Musée des Frères Moraves, dans le quartier de Fulneck
- Asda
- Marks & Spencer